# Handball-Bundesliga (Frauen) 1983/84
Die Saison 1983/84 der Frauen-Handball-Bundesliga ist die neunte in ihrer Geschichte. 20 Mannschaften spielten in zwei Staffeln um die deutsche Meisterschaft. Meister wurde Bayer Leverkusen, das wie in den beiden Jahren zuvor auch den DHB-Pokal gewann.

## Staffel Nord

### Abschlusstabelle
|    | Verein                   | Sp | Tore    | Diff. | Punkte |
| -- | ------------------------ | -- | ------- | ----- | ------ |
| 1  | Bayer Leverkusen (M, P)  | 16 | 352:200 | +152  | 30:20  |
| 2  | VfL Oldenburg            | 16 | 289:205 | +84   | 26:60  |
| 3  | TSV Jarplund-Weding      | 16 | 254:243 | +11   | 20:12  |
| 4  | VfL Engelskirchen        | 16 | 322:281 | +41   | 18:14  |
| 5  | Holstein Kiel            | 16 | 243:250 | −7    | 17:15  |
| 6  | TH Eilbeck (N)           | 16 | 260:295 | −35   | 10:22  |
| 7  | TuS Eintracht Minden (N) | 16 | 229:311 | −82   | 10:22  |
| 8  | MTV Herzhorn             | 16 | 204:290 | −86   | 07:25  |
| 9  | TV Grün-Weiß Stemmer     | 16 | 217:295 | −78   | 06:26  |
| 10 | SSC Südwest Berlin       | 0  | 0:0     | 0     | 0:0    |

Absteiger in die Regionalligen: TV Grün-Weiß Stemmer und SSC Südwest Berlin (Rückzug).

Aufsteiger aus den Regionalligen: Bayer Uerdingen und SC Germania List.

## Staffel Süd

### Abschlusstabelle
|    | Verein                 | Sp | Tore    | Diff. | Punkte |
| -- | ---------------------- | -- | ------- | ----- | ------ |
| 1  | TV Lützellinden        | 18 | 342:260 | +82   | 29:70  |
| 2  | PSV Grünweiß Frankfurt | 18 | 271:247 | +24   | 25:11  |
| 3  | VfL Sindelfingen       | 18 | 264:230 | +34   | 24:12  |
| 4  | TSV Germania Malsch    | 18 | 281:258 | +23   | 22:14  |
| 5  | 1. FC Nürnberg (N)     | 18 | 267:256 | +11   | 19:17  |
| 6  | DJK Würzburg           | 18 | 241:237 | +4    | 18:18  |
| 7  | TSV GutsMuths Berlin   | 18 | 225:241 | −16   | 14:22  |
| 8  | TSV Rot-Weiß Auerbach  | 18 | 267:287 | −20   | 13:23  |
| 9  | SG Kleenheim (N)       | 18 | 197:249 | −52   | 11:25  |
| 10 | VfL Waiblingen         | 18 | 176:267 | −91   | 05:31  |

Absteiger in die Regionalligen: SG Kleenheim und VfL Waiblingen.

Aufsteiger aus den Regionalligen: HWS Humboldt Berlin und VfB Gießen.

## Endrunde um die deutsche Meisterschaft

### Halbfinale
VfL Oldenburg – TV Lützellinden 21:15, 12:23

PSV Grünweiß Frankfurt – Bayer Leverkusen 10:26, 14:26

### Finale
Bayer Leverkusen – TV Lützellinden 24:20

## Entscheidungen
|     | Deutscher Meister                     |
|     | Absteiger in die Regionalliga         |
| (M) | Meister der letzten Saison            |
| (P) | Pokalsieger der letzten Saison        |
| (N) | Neuling/Aufsteiger der letzten Saison |